# MUKS Zielonka
M.U.K.S. Zielonka – polski męski klub unihokejowy z siedzibą w Zielonce, utworzony w 2003 roku.  Zespół od sezonu 2008/09 gra w Ekstralidze Polskiej, w sezonie 2013/2014  zdobył po raz pierwszy Mistrzostwo Polski. Obecnym trenerem i zarazem prezesem klubu jest Izabela Misiowiec. Oprócz sekcji seniorów prowadzona jest również sekcja juniorów starszych, młodszych i młodzików.

## Sukcesy

### Krajowe
Ekstraliga polska w unihokeju mężczyzn
- 1. miejsce (2 x ) – 2013/14, 2016/17
- 2. miejsce (3 x ) – 2012/13, 2014/15, 2019/2020
- 3. miejsce (3 x ) – 2009/10, 2011/12, 2015/16

### Międzynarodowe
Puchar EuroFloorball
- 5 miejsce - 2014[2]

## Skład zespołu

### Skład w sezonie 2014/15
| Nr        | Imię i nazwisko    | Rok       |
| Bramkarze | Bramkarze          | Bramkarze |
| --------- | ------------------ | --------- |
| 91        | Maciej Bogdański   |           |
| 1         | Bartłomiej Wójcik  |           |
| Obrońcy   |                    |           |
| 2         | Damian Tomczuk     |           |
| 4         | Mateusz Kowalski   |           |
| 8         | Sebastian Kostecki |           |
| 16        | Mariusz Zadroga    |           |
| 19        | Jakub Strzała      |           |
| 20        | Michał Skalski     |           |
| 24        | Paweł Konieczka    |           |
|           | Napastnicy         |           |
| 10        | Andrzej Kryński    |           |
| 5         | Paweł Kryński      |           |
| 11        | Michał Sieńko      |           |
| 12        | Błażej Matejek     |           |
| 13        | Michał Lubański    |           |
| 15        | Mateusz Antoniak   |           |
| 17        | Maciej Sieńko      |           |
| 18        | Adrian Rudnik      |           |
| 21        | Jakub Rydzewski    |           |
| 35        | Rafał Deska        |           |
| 36        | Jan Jamski         |           |
| Trenerzy  |                    |           |
| 1         | Izabela Misiowiec  |           |
| 2         | Robert Deska       |           |